# أرماندو ماتشادو
أرماندو ماتشادو هو عازف قيثارة برتغالي، ولد في 1899، وتوفي في 1974.

## وصلات خارجية
- أرماندو ماتشادو على موقع ميوزك برينز (الإنجليزية)
- أرماندو ماتشادو على موقع ديسكوغز (الإنجليزية)